# 東京イースト21

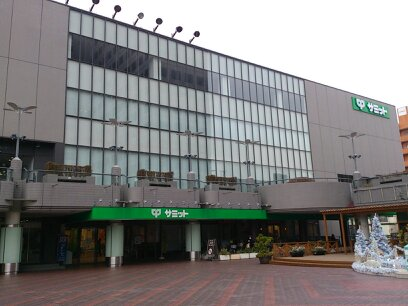
サミットストアイースト21店

東京イースト21は、東京都江東区にある複合商業施設。1992年（平成4年）7月、鹿島建設グループを主体として建設され、同グループの鹿島東京開発が運営している。

## 概要
戦前、深川地区に本拠地を置いていた鹿島建設が、機材センターとして使用していた土地に計画したもので、この計画地は江東区の基本構想の中心を形成する「シビックゾーン」に位置しており、その上位構想に基づく良好な中心市街地形成を行うことにより、江東地区経済・文化の発展とともに東京東部地区のコア的存在となる街づくり・施設づくりを目指し、「マルチ・フォーカスセンター（国際情報通信のシティランド&コミュニティプラザ）」を開発コンセプトに据え、ショッピングモール、ホテル、イベントスペース、オフィスビルなどの整備を行った。
事業形式は、鹿島建設が土地建物を所有し、新たに同社が100%出資した鹿島東京開発に一旦全施設を一括賃貸し、鹿島東京開発は最終テナントに再賃貸して運営をしている。ホテルについては、鹿島建設が100%出資して新設した鹿島ホテルエンタプライズが、ホテル部分の施設を鹿島東京開発から賃貸しホテル経営を行っていた。しかし、2002年に鹿島東京開発が鹿島ホテルエンタプライズを吸収合併したため、現在はホテルの運営も鹿島東京開発が直接手がけている。
東日本大震災の発生を受け、2012年7月、鹿島建設が施設全体のエネルギーの面的な有効活用と、電源の自立性を目指して、「スマートエネルギーネットワーク」の構築を進めた。

## 施設
ホテルイースト21

鹿島東京開発のホテル事業部が運営するが、ノウハウの面からオークラホテルズのグループに属する。総客室数404室。7つのレストラン&バー・ラウンジ、大中小の各種宴会場を所有している。1,800m2の広さを持つ「イースト21ホール」は、展示会や各種発表会、株主総会、社内研修の場として利用されている。ほかにガーデンプールとヘルスクラブも併設されている。
イースト21タワー
西・南にまたがるL字型のフォルムによる地上21階建て。店舗（1、2階）とオフィス（3〜21階）で構成された高層オフィスビル。
イーストビジネスセンター
開業時には1階から4階部分に愛知県に本拠を持つユニーが東京都区部進出第一号店として、「生活創庫UNYイースト21店」を出店。2004年に改装を行い「アピタイースト21店」として新装開店するがその後撤退した。 2008年4月、1階に「クイーンズ伊勢丹東陽町店」が出店するが、翌年8月末でまたしても撤退。同年11月に1階に「サミットストアイースト21店」が出店し、ベーカリーカフェや100円ショップも同じフロアで営業する。
元は1階から4階までがショッピングセンターであったため、2階から5階はフロアプレートの大きなオフィスとなっており、シネックスジャパンなどがテナントとして入っている。
イースト21プラザ
植栽が配された開放的なオープンスペース。オフィスワーカーや来店者のための憩いとなっている。また空間を活かし、さまざまなイベントを開催している。
イースト21・モール
レストラン・ファーストフードなどの飲食店が揃う。また医療施設（内科・歯科等）、物販、コンビニエンスストア、ATMなどのサービス施設が集積している。